# 舒爾岑湖 (大克里斯)
52°09′54″N 13°39′16″E / 52.164949°N 13.654525°E

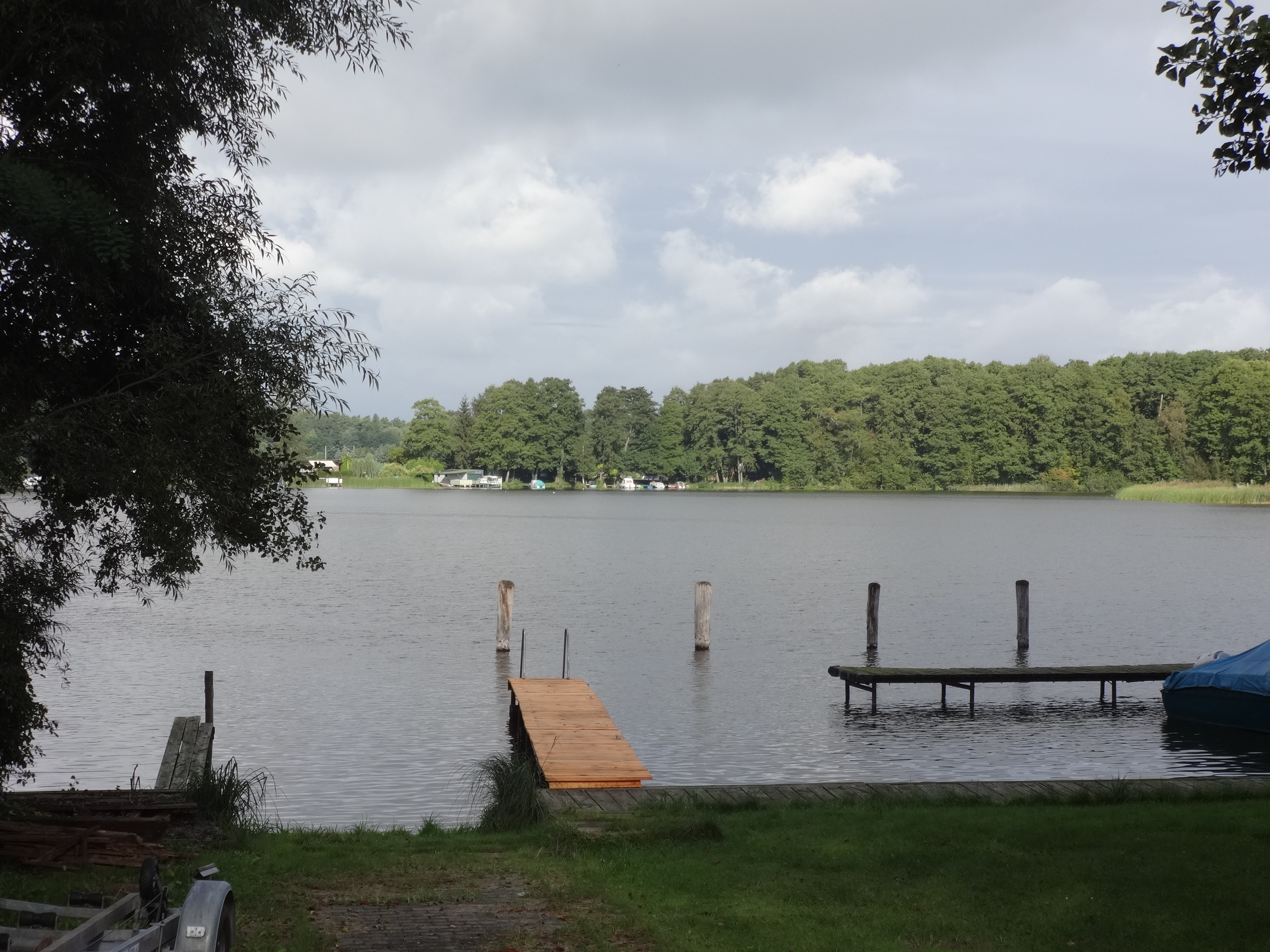

舒爾岑湖（德語：Schulzensee），是德國的湖泊，位於該國西南部，由勃蘭登堡州負責管轄，處於達默-施普雷瓦爾德縣，該湖泊長0.4公里、寬0.4公里，海拔高度35米。